# Anastasios Soulis
Anastasios Soulis (født 8. januar 1987) er en svensk skuespiller. Han har for eksempel medvirket i film som Den bedste sommer (2000) og Vidunderlig kærlighed (2006), hvor han blev nomineret til en Guldbagge for bedste mandlige hovedrolle.

## Privatliv
Soulis er opvokset i Stockholm. Hans far er fra Grækenland og hans mor kommer fra Finland.

## Udvalgt filmografi
- Den bedste sommer (2000)
- Det brænder! (tv-serie, 2002)
- Tre sole (2003)
- Vidunderlig kærlighed (2006)
- Beck (tv-serie, 2007)
- Bryllupsfotografen (2009)
- Johan Falk (filmserie, 2009-2012)
- Maria Wern (tv-serie, 2010)
- Partaj (tv-serie, 2014)
- King (kortfilm, 2015)
- En forbandet god jul (2015)
- Gåsmamman (tv-serie, 2016-2021)
- Maskineriet (tv-serie, 2020-2022)
- Sølykken (tv-serie, 2020-2023)
- De lydløse (2024)